# 圣域3
《圣域3》是一款于2014年发行的砍杀游戏型的清版动作游戏。在2010年的科隆游戏展上，Deep Silver宣布从Ascaron处获得了圣域3的授权，且游戏将在2011-2012年时推出。最终本作在2014年8月才正式推出。由于本作舍弃了圣域系列原有的游戏风格而招致差评，一位参与了本作开发的程序员表示，是Deep Silver的市场部门导致了本作的风格与圣域系列相异。

## 游戏系统
单人模式中，玩家要从战士（男）、弓箭手（男）、天使圣骑士（女）、长枪兵（女）中选择一个作为自己操控的角色。
本作的线上模式支持最多4人同时进行游玩，每人都有自己独特的主/被动技能。